# 標準製造DP12泵動式雙管霰彈槍
標準製造DP-12（英語：Standard Manufacturing DP-12）是一款由美国標準製造公司所研製和生產的犢牛式泵动式雙管散彈槍，發射12鉛徑霰彈。
DP-12是一枝具有兩具管式彈倉與兩根槍管的霰彈槍，每具管式彈倉為其槍管供彈。每具管式彈倉能夠裝填7發23⁄4英寸12鉛徑霰彈藥筒或6發3英寸12鉛徑麥格農霰彈藥筒。

## 操作
標準製造DP-12是一枝手動操作的泵动式（又稱：滑動式）槍機武器。第一次扣動扳機時先從右側槍管開火，而第二次扣動再從左側開火。可滑動的前護木藉由兩根槍機操作連桿與槍栓相互連接。彈藥是由位於槍管下方的兩具相互獨立的管式彈倉所供彈。
霰彈藥筒需要通過位於手槍握把後方的槍托底部的大型彈倉裝填／拋殼口裝填，空彈殼發射以後亦是通過相同的拋殼口直接向下彈出，對使用者的影響減到最低。保險裝置是位於手槍握把的上方兩邊的橫閂式手動保險按鈕。這樣把裝填和拋殼口相結合並置於兩者中間，使得該槍即使採用了犢牛式結構仍然可完全雙手靈巧地操作。
該霰彈槍並不包含內置的瞄准設備，必需利用位於槍管上方的標準皮卡汀尼導軌安裝後備機械瞄具（照門及準星）和／或紅點鏡／反射式瞄準鏡。而位於可滑動的前護木底部的第二條皮卡汀尼導軌可用以安裝垂直前握把和／或戰術燈、雷射瞄準器等其他附件。

## 喉缩
兩根槍管都具有Tru-Choke格局螺紋和兩款崁入裝上式喉缩管。生產商亦推出了兩款可選的喉缩，分別是破門者戰術喉缩和意式短剑型喉缩。

## 流行文化

### 電子遊戲
- 2019年—：命名為“R9-0霰彈槍”（於戰役模式正確命名為“DP12”），卡其色槍身，戰役模式中由巴可夫的俄軍部隊所使用，發射在聯機模式沒有登場的龍息彈。聯機模式中為解鎖武器，並可進行定制改裝。
- 2019年—《少女前線》：命名為「DP-12」，可在重型建造中獲得。
- 2019年—《絕地求生》：命名為「DBS霰彈槍」。早期只可於空投箱中有機會取得，之後更改為可在地圖中取得的常規物資。
- 2022年—《暗区突围》：命名为"DP12"霰弹枪。
- 2023年—《蔚藍檔案》：宇澤澪紗的固有武器「SHOOTING☆STAR」原型。
- 2024年—《浩劫殺陣2：車諾比之心》：命名為「Ram-2」。

## 資料來源
1. 1 2 3 4 5 6 7  .   [2019-02-16]. （原始内容存档于2018-09-07）.
2. ↑  August 28, Jacob Epstein on; 2015. . 2015-08-28  [2019-03-07]. （原始内容存档于2021-01-17）.
3. ↑  . www.shootingillustrated.com.   [2019-03-07]. （原始内容存档于2020-12-01）.

## 外部連接
- （英文）—Standard Mfg Co. （页面存档备份，存于）
- （英文）—User Manual （页面存档备份，存于）